# Európai Filmdíjak 1989
A 2. Európai Filmdíj-átadó ünnepséget (2nd European Film Awards) ~ a díj akkori neve után Felix-gálát – 1989. november 25-én tartották meg a párizsi Champs-Elysées Színházban. A gálán a tagországok által nevezett, az év folyamán hivatalosan bemutatott alkotások közül az Európai Filmakadémia zsűrije által legjobbnak tartott filmeket, illetve alkotóikat részesítették elismerésben. Az est házigazdái Fernando Rey spanyol színész, műfordító, valamint Agnès Soral francia-svájci színésznő voltak.
Az Európa 1989. évi kulturális fővárosában tartott rendezvényt Liv Ullmann svéd színésznő, a zsűri elnöke nyitotta meg. Amikor felment a függöny, a színpadon Eisenstein leghíresebb alkotása, a Patyomkin páncélos híres lépcsője volt látható, rajta a katonákkal és a babakocsis nővel, valamint olyan klasszikusok képével, mint a némafilmsztár Pola Negri, vagy Louis Feuillade Fantômasa, Gance Napoléonja, Sarah Bernhardt, Dr. Caligari, Max Linder, Louise Brooks, mint Pabst Pandora szelencéjének Luluja, Murnau Nosferatuja, Dreyer Jeanne d’Arc-ja és mások.
A legtöbb, hat jelölést a Magyarország által nevezett, 1988 második felében készült és az 1989-es Magyar Játékfilmszemlén fődíjat nyert Eldorádó című filmdráma kapta, Bereményi Géza rendezésében; jelölték a legjobb film, a legjobb rendező és legjobb forgatókönyvíró (mindkettő Bereményi Géza), valamint a legjobb színész (Eperjes Károly), a legjobb operatőr (Kardos Sándor) és a legjobb zeneszerző (Darvas Ferenc) kategóriákban. A második legtöbb jelölést (ötöt) a szovjet Vaszilij Picsul egy fiatal orosz nő mindennapjait bemutató filmdrámája, A kis Vera kapta, melyet Mike Leigh Vérmes remények, valamint Theo Angelopoulos Táj a ködben című drámái követtek négy-négy jelöléssel.
A legjobb európai film a Táj a ködben, míg a legjobban díjazott alkotás Leigh keserédes drámája a Vérmes remények lett, a legjobb színésznőnek, a legjobb zeneszerzőnek és a legjobb mellékszereplőnek járó Felixet vihette haza.
A magyar film hat jelöléséből végül is Bereményi Géza mint legjobb rendező vehetett át Felixet a Melína Merkúri–Yves Montand párostól. Ugyancsak díjazták, az év legjobb európai dokumentumfilmjeként, Böszörményi Géza és Gyarmathy Lívia alkotását, a Recsk 1950-53 – Egy titkos kényszermunkatábor története című filmet.
A rendezvény alkalmat adott arra, hogy köszönthessék az olasz filmkészítés legendás alakját, Federico Fellinit, akinek a Filmakadémia életműdíjat ítélt oda. Az ünnepelt személyesen nem tudott megjelenni; levelét a Fellini-Satyricon egyik főszereplője, a francia származású amerikai színésznő és fotómodell, Capucine olvasta fel.
Az ünnepségen többször szóba került, hogy a rendezvényre két héttel a berlini fal leomlása után került sor; a legjobb forgatókönyvíró díjának egyik átadója, Hanna Schygulla például a berlini fal egy darabját ajándékozta díjátadó társának, Pedro Almodóvarnak.

## A zsűri tagjai
- Liv Ullmann színésznő, a szűri elnöke –  Svédország
- Pontecorvo Gillo filmrendező –  Olaszország
- Walter Lassally operatőr –  Egyesült Királyság
- Dušan Makavejev filmrendező –  Jugoszlávia
- Fernando Rey színész –  Spanyolország
- Philippe Sarde zeneszerző –  Franciaország
- Szabó István filmrendező –  Magyarország

## Díjazottak és jelöltek
| „Díjazott” – szürkéskék háttérrel   |
| „Jelölt” – világos szürke háttérrel |

### Az év legjobb európai filmje
| Magyar címe                                  | Eredeti címe                            | Rendező                | Ország             |
| -------------------------------------------- | --------------------------------------- | ---------------------- | ------------------ |
| Táj a ködben                                 | Topio sztin omíkhli (Τοπίο στην ομίχλη) | Theodoros Angelopoulos | Görögország        |
| A kis Vera                                   | Malenkaja Vera (Ма́ленькая Ве́ра)         | Vaszilij Picsul        | Szovjetunió        |
| Eldorádó                                     | Eldorádó                                | Bereményi Géza         | Magyarország       |
| Emlékek a Sárga Házból – Egy luzitán komédia | Recordações da Casa Amarela             | João César Monteiro    | Portugália         |
| Vérmes remények                              | High Hopes                              | Mike Leigh             | Egyesült Királyság |
| –––                                          | Magnús                                  | Þráinn Bertelsson      | Izland             |
| Viszontlátásra, gyerekek!                    | Au revoir les enfants                   | Louis Malle            | Franciaország      |

### Az év legjobb európai újoncfilmje
| Magyar címe                           | Eredeti címe                             | Rendező             | Ország                                         |
| ------------------------------------- | ---------------------------------------- | ------------------- | ---------------------------------------------- |
| 300 mérföld az égig                   | 300 mil do nieba                         | Maciej Dejczer      | Lengyelország · Dánia · Franciaország          |
| A bal lábam – Christy Brown története | My Left Foot: The Story of Christy Brown | Jim Sheridan        | Írország · Egyesült Királyság                  |
| Botrány                               | Scandal                                  | Michael Caton-Jones | Egyesült Királyság · Amerikai Egyesült Államok |
| Cinema Paradiso                       | Nuovo Cinema Paradiso                    | Giuseppe Tornatore  | Olaszország · Franciaország                    |
| Kuduz                                 | Kuduz                                    | Ademir Kenović      | Jugoszlávia                                    |
| –––                                   | Sis                                      | Zülfü Livaneli      | Törökország · Svájc                            |
| –––                                   | Wallers letzter Gang                     | Christian Wagner    | Német Szövetségi Köztársaság                   |

### Az év legjobb európai dokumentumfilmje
| Magyar címe                                             | Eredeti címe                                            | Rendező                              | Ország                                                                        |
| ------------------------------------------------------- | ------------------------------------------------------- | ------------------------------------ | ----------------------------------------------------------------------------- |
| Recsk 1950-53 – Egy titkos kényszermunkatábor története | Recsk 1950-53 – Egy titkos kényszermunkatábor története | Böszörményi Géza, Gyarmathy Lívia    | Magyarország                                                                  |
| Egy régi világ képei                                    | Obrazy starého sveta                                    | Dušan Hanák                          | Csehszlovákia                                                                 |
| –––                                                     | Restrisiko oder Die Arroganz der Macht                  | Bertram Verhaag, Claus Strigel       | Német Szövetségi Köztársaság                                                  |
| Széltörténet                                            | Une histoire de vent                                    | Joris Ivens, Marceline Loridan-Ivens | Franciaország · Egyesült Királyság · Német Szövetségi Köztársaság · Hollandia |
| –––                                                     | The Road to God Knows Where                             | Alan Gilsenan                        | Írország                                                                      |

### Az év legjobb európai rendezője
| Nyertesek és jelöltek  | Magyar címe                           | Eredeti címe                             |
| ---------------------- | ------------------------------------- | ---------------------------------------- |
| Bereményi Géza         | Eldorádó                              | Eldorádó                                 |
| Theodoros Angelopoulos | Táj a ködben                          | Topio stin omichli                       |
| Maciej Dejczer         | 300 mérföld az égig                   | 300 mil do nieba                         |
| Vaszilij Picsul        | A kis Vera                            | Ма́lenkaja Véra                           |
| Jim Sheridan           | A bal lábam – Christy Brown története | My Left Foot: The Story of Christy Brown |

### Az év legjobb európai színésznője
| Nyertesek és jelöltek | Magyar címe          | Eredeti címe           |
| --------------------- | -------------------- | ---------------------- |
| Ruth Sheen            | Vérmes remények      | High Hopes             |
| Sabine Azéma          | Az élet és semmi más | La vie et rien d'autre |
| Snežana Bogdanović    | –––                  | Kuduz                  |
| Corinna Harfouch      | –––                  | Treffen in Travers     |
| Natalja Negoda        | A kis Vera           | Málenkaja Vera         |

### Az év legjobb európai színésze
| Nyertesek és jelöltek | Magyar címe                           | Eredeti címe                             |
| --------------------- | ------------------------------------- | ---------------------------------------- |
| Philippe Noiret       | Cinema Paradiso                       | Nuovo cinema Paradiso                    |
| Daniel Day-Lewis      | A bal lábam – Christy Brown története | My Left Foot: The Story of Christy Brown |
| Davor Dujmović        | Cigányok ideje                        | Dom za vesanje                           |
| Eperjes Károly        | Eldorádó                              | Eldorádó                                 |
| Jozef Króner          | –––                                   | Ti, koyto si na nebeto                   |

### Az év legjobb forgatókönyvírója
| Nyertesek és jelöltek              | Magyar címe         | Eredeti címe                            |
| ---------------------------------- | ------------------- | --------------------------------------- |
| Marija Hmelik                      | A kis Vera          | Ма́lenkaja Vera (Маленькая Вера)         |
| Theodoros Angelopoulos             | Táj a ködben        | Topio sztin omíkhli (Τοπίο στην ομίχλη) |
| Bereményi Géza                     | Eldorádó            | Eldorádó                                |
| Þráinn Bertelsson                  | –––                 | Magnús                                  |
| Maciej Dejczer Cezary Harasimowicz | 300 mérföld az égig | 300 mil do nieba                        |

### Az év legjobb európai operatőre
| Nyertesek és jelöltek      | Magyar címe         | Eredeti címe                            |
| -------------------------- | ------------------- | --------------------------------------- |
| Ulf Brantas Jörgen Persson | Nők a tetőn         | Kvinnorna pa taket                      |
| Giorgosz Arvanitisz        | Táj a ködben        | Topio sztin omíkhli (Τοπίο στην ομίχλη) |
| Kardos Sándor              | Eldorádó            | Eldorádó                                |
| Krzysztof Ptak             | 300 mérföld az égig | 300 mil do nieba                        |
| Jefim Reznyikov            | A kis Vera          | Ма́lenkaja Vera (Маленькая Вера)         |

### Az év legjobb európai zeneszerzője
| Nyertesek és jelöltek      | Magyar címe         | Eredeti címe                 |
| -------------------------- | ------------------- | ---------------------------- |
| Andrew Dickson             | Vérmes remények     | High Hopes                   |
| Goran Bregović             | Kuduz               | Kuduz                        |
| Darvas Ferenc              | Eldorádó            | Eldorádó                     |
| Michał Lorenc              | 300 mérföld az égig | 300 mil do nieba             |
| Maggie Parke Gast Waltzing | –––                 | A Wopbobaloobop a Lopbamboom |

### Az év legjobb európai mellékszereplője
| Nyertesek és jelöltek | Magyar címe        | Eredeti címe                    |
| --------------------- | ------------------ | ------------------------------- |
| Edna Doré             | Vérmes remények    | High Hopes                      |
| Lena Sabine Berg      | –––                | A Wopbopaloobop a Lopbamboom    |
| Roger Jendly          | A Rose Hill-i lány | La femme de Rose Hill           |
| Alessandro di Sanzo   | Örökre Mery        | Mery per sempre                 |
| Ludmila Zajceva       | A kis Vera         | Ма́lenkaja Vera (Маленькая Вера) |

### Az EFT életműdíja
| Díjazott         | Foglalkozás                  | Ország      |
| ---------------- | ---------------------------- | ----------- |
| Federico Fellini | filmrendező, forgatókönyvíró | Olaszország |

### A zsűri különdíja
| Díjazott           | Foglalkozás | Magyar cím           | Eredeti cím            |
| ------------------ | ----------- | -------------------- | ---------------------- |
| Bertrand Tavernier | filmrendező | Az élet és semmi más | La vie et rien d'autre |
| Giuseppe Tornatore | filmrendező | Cinema Paradiso      | Nuovo Cinema Paradiso  |

### Külön dicséret
| Díjazott                                                   | Foglalkozás | Magyar cím | Eredeti cím |
| ---------------------------------------------------------- | ----------- | ---------- | ----------- |
| A Szarajevóból származó új filmek kreatív szellemiségéért. |             |            |             |

### Az Európai Filmtársaság különdíja
| Díjazott       | Foglalkozás  | Magyar cím | Eredeti cím |
| -------------- | ------------ | ---------- | ----------- |
| Anatole Dauman | filmproducer | –––        | –––         |

### A dokumentumfilmes zsűri különdíja
| Díjazott                            | Foglalkozás  | Magyar cím   | Eredeti cím          |
| ----------------------------------- | ------------ | ------------ | -------------------- |
| Joris Ivens Marceline Loridan-Ivens | filmrendezők | Széltörténet | Une histoire de vent |

### A dokumentumfilmes zsűri külön dicsérete
| Magyar címe          | Eredeti címe                | Rendező       | Ország        |
| -------------------- | --------------------------- | ------------- | ------------- |
| Egy régi világ képei | Obrazy starého sveta        | Dušan Hanák   | Csehszlovákia |
| –––                  | The Road to God Knows Where | Alan Gilsenan | Írország      |